# Hypolimnas bewsheri
Hypolimnas bewsheri är en fjärilsart som beskrevs av Butler 1879. Hypolimnas bewsheri ingår i släktet Hypolimnas och familjen praktfjärilar. Inga underarter finns listade i Catalogue of Life.